# Comodo (azienda)
Comodo è una holding di imprese che operano nell'ambito della sicurezza informatica. Fondata in Gran Bretagna nel 1998 da Melih Abdulhayoğlu (nato in Turchia nel 1968, ora cittadino statunitense, che studiò all'Università di Bradford), ha la sua sede principale a Jersey City, New Jersey. Produce software e fornisce certificati Transport Layer Security (SSL).
Tra gli altri, sul sito aziendale vengono offerti i programmi Comodo Antivirus e Comodo Firewall Pro, questi poi confluiti in Comodo Internet Security, e Comodo Backup. Questi software hanno licenza sia gratuita che commerciale.
Comodo compete nell'industria degli AntiVirus contro Avira, F-Secure, Kaspersky, McAfee, Panda Security, Sophos e Symantec tra gli altri.
Il 17 febbraio 2015 Comodo è diventata la prima Certificate Authority, rilasciando il 33,6% di certificati ssl nel mondo e superando il leader Symantec.
Nell'ottobre 2017, Francisco Partners ha acquisito Comodo Certification Authority (Comodo CA) da Comodo Security Solutions, Inc. Nel novembre 2018 Francisco Partners ha cambiato il nome di Comodo CA in Sectigo. Il cambio di nome è avvenuto meno di un anno dopo l'acquisizione di Comodo CA da parte di Francisco Partners.

## Prodotti freeware
| Nome                                        | Descrizione |
| ------------------------------------------- | --- |
| Comodo AntiSpam                             | software Anti-spam |
| Comodo Antivirus                            | Antivirus per Windows |
| Comodo AV Scanner                           | software free per scansione anti-malware online                                                                                               |
| Comodo Backup                               | Backup file |
| Comodo Cleaning Essentials                  | Rileva e rimuove rootkits, hijacker, keylogger e Trojan                                                                                       |
| Comodo Disk Encryption                      | Crittografia dei dischi |
| Comodo Dragon                               | Versione ridenominata di Chromium (Browser Web) con implementazioni di sicurezza di Comodo Inc. che consentono di proteggere l'utente.        |
| Comodo EasyVPN con messaggistica istantanea | Messaggistica istantanea in rete virtuale privata                                                                                             |
| Comodo Firewall                             | Personal Firewall free |
| Comodo Free SSL Certificate                 | funzioni Secure Sockets Layer per siti Web sicuri                                                                                             |
| Comodo IceDragon                            | Versione ridenominata di Mozilla Firefox (Browser Web) con implementazioni di sicurezza di Comodo Inc. che consentono di proteggere l'utente. |
| Comodo Internet Security                    | Antivirus, HIPS, e Firewall all-in-one |
| Comodo iVault                               | Salva, crittografa dati salvati o informazioni confidenziali                                                                                  |
| Comodo Memory Firewall                      | Protezione contro attacchi Buffer overflow |
| Comodo PCI Scanning                         | scansione del PC |
| Comodo SecureEmail                          | Crittografa e firma digitale email |
| Comodo System-Cleaner                       | pulisce e fornisce tweaker (piccoli programmi che facilitano operazioni)                                                                      |
| Comodo Time Machine                         | Salva/ricovera istantanee snapshot del sistema                                                                                                |
| Comodo VerificationEngine                   | Verifica siti web legittimi da quelli fraudolenti                                                                                             |